# 국제약품
국제약품주식회사(國際藥品株式會社)는 대한민국의 의약품 제조회사이다.

## 주요 제품
- 바로론정 (클로닉신리시네이트)
- 트리티코정 (트라조돈)

## 같이 보기
- 남영우 (기업인)